# Единичка (фильм)
«Едини́чка» — российский полнометражный художественный фильм 2015 года режиссёра Кирилла Белевича, снятый по автобиографической повести писателя-фронтовика Александра Николаева «Мы все, не считая детей».
Считается, что в основу фильма легли реальные исторические события, якобы происходившие с писателем Александром Николаевым во время Великой Отечественной войны (1941—1945). Главный герой военной драмы — молодой  лейтенант-артиллерист Егоров (в исполнении актёра Ильи Коробко) — является прообразом самого Николаева.
Слоган фильма — «Они не вернулись — но победили».
В широкий прокат в России картина вышла 11 июня 2015 года.
Отснятый материал был также смонтирован в формате четырёхсерийного телевизионного мини-сериала под названием «Боевая единичка», который впервые был показан в эфире «Первого канала» 23 февраля 2017 года, в «День защитника Отечества».

## Сюжет
Август 1944 года. Идёт Великая Отечественная война. Советские войска продолжают стратегическую военную наступательную операцию против войск нацистской Германии на территории Восточной Польши.
В артиллерийское подразделение Красной армии поступает новый командир — молодой лейтенант Анатолий Егоров. Подразделению командира Егорова даётся боевое задание всеми возможными способами прикрывать мост, необходимый для переправы основных частей Красной армии. Позывной артиллерийской батареи под командованием Егорова — «единичка». Осмотрев позицию, бойцы обнаруживают рядом с пунктом назначения монастырь, в котором нашли приют глухонемые польские дети и их молодая воспитательница Ева. Утратив веру, она нашла смысл жизни в спасении немощных и беззащитных детей.
Перед командиром Егоровым встаёт сложный выбор: оставить невинных мирных людей на верную гибель или подвести под удар своих верных боевых товарищей. Советские артиллеристы ценой своих жизней изо всех сил стараются исполнить приказ командования и в то же время не допустить смерти польских детей-сирот.

## В ролях
- Андрей Мерзликин — Семён Финогенов, замполит артиллерийского подразделения Красной армии
- Илья Коробко — Анатолий Егоров, лейтенант, командир артиллерийского подразделения Красной армии
- Анна Прус (Польша) — Ева, воспитательница польских детей-сирот в польском монастыре
- Арина Борисова — Надя Тихомирова, связистка
- Александр Вершинин — Павел Жилкин, сержант Красной армии
- Михаил Евланов — Александр Лютиков, ефрейтор Красной армии
- Микаэл Джанибекян — Микаэл Геворкян, старший сержант Красной армии
- Сергей Габриэлян — Яков Сергеевич Гудым, старший сержант Красной армии
- Алексей Поляков — рядовой Тюрин
- Андрей Фандеев — рядовой Кулебяка
- Баин Бовальдинов — рядовой Урузбаев
- Илья Кипоренко — рядовой Астахов
- Азамат Нигманов — рядовой Иванов
- Искандер Шайхутдинов — рядовой Зинатуллин
- Алексей Сергеев — Кособродов, подносчик снарядов
- Андрей Натоцинский — рядовой Кац
- Владислав Дорофеев — рядовой Клюев
- Добрыня Белевич-Оболенский — Коля
- Марчин Стец — Романовский, поручик Армии Крайова
- Рафал Заверуха — Франтишек, солдат Армии Крайова
- Елена Глазкова — Агатка, солдат Армии Крайова
- Юрий Назаров — Коля (в старости)
- Анна Зекеева  — Катя, сестра Коли
- Кирилл Белевич — Тачилин, подполковник Красной Армии

## Место съёмок
Съёмки фильма «Единичка» в основном велись в Калужской области, так через реку Нару был специально построен мост в натуральную величину, там же были созданы окопы и блиндажи.
Монастырь, в котором по сюжету скрывались дети, снимали в старинном польском замке Гродзец.
Над проектом работало до 80 реконструкторов. В съёмках была задействована военная техника того времени: несколько танков, артиллерийские орудия, автомобили «Студебеккер», советское и немецкое стрелковое оружие, а для польских персонажей для достоверности — английское оружие 1937 года из музея.
По словам исполнителя главной роли Ильи Коробко, в фильме основной акцент делался на простоте кадра, чтобы сделать фильм душевнее и приблизить его к примерам советского кино, поскольку использование компьютерной графики в современных фильмах о Великой Отечественной войне не дает ощущения достоверности происходящего на экране и война выглядит ненастоящей.

## Награды
- 2015 — приз зрительских симпатий на XIII Открытом российском фестивале кино и театра «Амурская осень» в Благовещенске (12-20.09.2015)[6][7].